# Шпир, Африкан Александрович
Африка́н Алекса́ндрович Шпир (нем. Spir; 15 ноября 1837, Елисаветград, Херсонская губерния — 26 марта 1890, Женева) — русский и немецкий философ-неокантианец, известный своим большим влиянием на Фридриха Ницше и Теодора Лессинга, который избрал логику Шпира темой своей докторской диссертации.

## Биография
Шпир родился 10 ноября 1837 года возле города Елисаветграда в лютеранской семье. Его отец, Александр Александрович Шпир, был врачом и профессором в Москве. Его мать, Елена Константиновна Шпир (девичья фамилия Пулевич), была дочерью секунд-майора. Фамилия отца Шпир имеет еврейское происхождение — от «Шпиро» или «Шапиро». Мать Африкана Шпира имела славянско-греческие корни. Детей в семье было пятеро (четыре мальчика и девочка) и все они получили имена по названию месяцев греческого календаря.
С восьми лет Шпир по желанию отца учился в военных академиях, включая морскую школу в Николаеве, где у него впервые проявился интерес к философии. Кроме прочтения французского перевода «Критики чистого разума» Иммануила Канта, на Шпира в то время оказал большое влияние Дэвид Юм.
В 1855—1856 годах он принимал участие в Крымской войне, в ходе которой получил звание лейтенанта русского Черноморского флота. Шпир защищал тот же бастион, что и Лев Толстой, во время обороны Севастополя. В 1852 году он унаследовал имение своего отца. В 1861 году Шпир освободил своих крепостных и отдал им землю. В следующем году он отправился в двухлетнее путешествие по Западной Европе. Его мать умерла после его возвращения в 1864 г. После смерти матери он продал все своё имущество и покинул Российскую империю навсегда.
Сначала он прибыл в Лейпциг, где слушал университетские курсы в то самое время, когда Ницше был студентом, хотя неизвестно, встречались ли они. В 1869 году он переехал в Тюбинген, а в 1871 году в Штутгарт. В 1872 года он вступил в брак с Элизабет Гатерних, и у них родилась дочь Елена. В Лейпциге Шпир познакомился с издателем Й. Г. Финделем, который напечатал большинство работ Шпира. Его первую важную книгу «Мышление и реальность: попытка обновления критической философии» (нем. Denken und Wirklichkeit: Versuch einer Erneuerung der kritischen Philosophie) опубликовали в 1873 году. Второе издание, то самое, которое изучал Ницше, вышло в 1877 году.
В 1878 году Шпир подхватил инфекцию лёгких и по совету врача переехал в Лозанну, где провёл пять лет. В 1886 году он переехал в Женеву. Там он умер 26 марта 1890 года. Хотя Шпир был философом большую часть своей жизни, он никогда не преподавал в университете, и при жизни его работы оставались относительно неизвестными.

## Философия
Философская система Шпира изложена в полном виде в книге «Мышление и реальность». На русском языке есть популярный очерк его философии, сделанный им самим. Во внешнем мире все перемены объяснимы как движения некоторых в своей сущности неизменных частиц. Так учит естествознание, но оно бессильно вывести из законов движения человеческое сознание, психическую жизнь. В самой психической жизни есть нечто, не выводимое из законов природы. Это — различие в человеке природного и морального; оно заключается в антитезе того, что есть, тому, что должно быть; область физическая касается того, что есть, область моральная — того, что должно быть. Эта антитеза очевидна уже из того факта, что человек судит. Конечно, человек нередко ошибается в своих суждениях, но самые ложные суждения указывают на существование истинных и на существование норм для различения первых и последних. Существуют нормы для познания — логические, по которым мы различаем ложь и заблуждение от истины, как нечто не долженствующее существовать, и нормы для поведения — моральные, осуждающие зло и несправедливость, как не долженствующие существовать. Наивысшей нормой в области познания служит закон тождества. Вся природа представляет собой аномалию, систематически организованный обман, ибо в ней ни один объект не тождествен абсолютно самому себе, но являет иллюзорную множественность и изменяемость. Только то, что абсолютно просто, несложно, составляет нормальную природу вещей. «Все сложное пусто и тленно», говорил совершенно справедливо уже Будда. Однако, несомненно, что внешний мир систематически вводит нас в обман своей телесностью, как чем-то существующим самостоятельно, в том виде, в каком он нам представляется. Точно так же в природе нет нравственности: идеи добра и зла суть нечто столь же априорное, как антитеза истины и лжи, ибо она составляет основу наших моральных суждений. Отсюда следует, что существует нечто безусловно доброе и истинное, составляющее нормальную природу вещей или Бога. Система Шпира, изобилующая глубокими и оригинальными мыслями, носит несомненное влияние элеатской философии и гербартианства (учение о законах мышления, как нормах, взгляд на идеальность изменений и т. д.). К особенно важным сторонам учения Шпира следует отнести новую двоякую формулировку закона противоречия: утверждение и отрицание одного и того же не могут быть верны в одно и то же время (принцип прямого противоречия) и два различных утверждения об одном и том же и в одном и том же отношении (как А — шар и А — куб) не могут быть истинны в одно и то же время (принцип косвенного противоречия). Это — важное разграничение, из новых логиков отчетливо выраженное лишь у Шуберта-Зольдерна (в его «Основах теории познания», 1884). Другое замечательное открытие Шпира заключается в указании на то, что распространение закона сохранения энергии на живые организмы логически необходимо приводит к отрицанию объективных признаков одушевлённости; другими словами, признание механической предопределённости всех движений человека даёт право рассматривать (с методологической точки зрения) все его поступки как протекающие в силу физиологических процессов, без участия сознания. Фр. А. Ланге один из первых провозгласил распространение закона о сохранении энергии на живые организмы, а Шпир первый сделал отсюда вывод относительно объективных признаков одушевлённости, а именно, что этот факт открывает поле сомнениям в реальности чужого сознания помимо нашего собственного, хотя сам Шпир и не разделял этих сомнений. На эту заслугу Шпира указал Э. Лаас в книге «Кантовы „аналогии опыта“», где он ссылается на «Empirie und Philosophie» Шпира. Шпир является предшественником идей Шуберта-Зольдерна, Рихарда Авенариуса и Александра Введенского по этому вопросу.
Через шесть лет по смерти Шпира Лев Толстой прочитал книги своего бывшего товарища и был ими поражён. Ему удалось получить разрешение от русской цензуры на публикацию русского перевода работ Шпира с немецкого оригинала. Шпир старался обосновать философию как науку первых принципов. Он считал, что задача философии есть исследование прямого знания, а также показать обман эмпиризма и настоящую природу вещей строгими утверждениями фактов и логически контролируемых выводов. Этот метод привёл Шпира к формулированию принципа идентичности как фундаментального закона знания в противоположность изменчивости эмпирического. Социально Шпир требовал справедливого распределения материальных благ, но отбрасывал коллективизм.

## Опубликованные работы
- Die Wahrheit. Leipzig, 1867
- Andeutungen zu einem widersprüchlichen Denken. Lpz., 1868
- Forschung nach dem Gewissen in der Erkenntniss der Wirklichkeit. Lpz., 1868
- Kurze Darstellung der Grundzüge einer philosophischen Anschauungsweise. Lpz., 1869
- Erörterung einer philosophischen Grundeinsicht. Lpz., 1869
- Denken und Wirklichkeit. Bd. 1-2. Lpz., 1873
- Moralität und Religion. Lpz., 1874
- Empirie und Philosophie. Lpz. 1876
- Gesammelte Schriften. Bd. 1-4. Lpz., 1883—1885
- Gesammelte Werke, Bd. 1-2, Lpz., 1908—1909